# Regione di Žilina
La regione di Žilina (in slovacco: Žilinský kraj) è una delle otto regioni amministrative in cui è divisa la Slovacchia.
È situata nel centro nord della Slovacchia centrale.
La regione confina a nord-ovest con la Repubblica Ceca, a nord-est con la Polonia, a est con la regione di Prešov, a ovest con la regione di Trenčín e a sud con la Regione di Banská Bystrica.
La città principale è Žilina: altre città importanti sono: Bytča, Čadca, Dolný Kubín, Kysucké Nové Mesto, Liptovský Mikuláš, Martin, Námestovo, Ružomberok, Turčianske Teplice e Tvrdošín.
La regione di Žilina è la più turistica delle otto regioni slovacche, grazie alla bellezza del suo paesaggio formato da montagne e valli.
Nella regione è concentrata anche l'industria elettrotecnica della Slovacchia.

## Popolazione
Nella regione è presente una minoranza polacca.

## Società

### Religione
La religione prevalente è quella cattolica.

## Geografia antropica

### Suddivisioni amministrative
La regione di Žilina è divisa in 11 distretti:
|  | - Bytča - Čadca - Dolný Kubín - Kysucké Nové Mesto - Liptovský Mikuláš - Martin - Námestovo - Ružomberok - Turčianske Teplice - Tvrdošín - Žilina |